# Prusowy Borek
Prusowy Borek (niem. Prussowborrek, 1932–1945 Preußenwalde) – wieś w Polsce położona w województwie warmińsko-mazurskim, w powiecie szczycieńskim, w gminie Szczytno, przy drodze ze Szczytna do Lipowca. W latach 1975–1998 miejscowość administracyjnie należała do województwa olsztyńskiego.

## Opis
Wieś o charakterze ulicówki, ze zwartą, murowaną zabudową i jedną drewnianą chałupą z przełomu XIX i XX w. Dawny budynek szkoły obecnie zamieniony został na mieszkanie prywatne.
Wieś założona w 1803 r. na tak zwanych nowiznach Lasów Korpelskich. Szkołę wybudowano we wsi w 1913 r. W 1932 w ramach akcji germanizacyjnej zmieniono urzędowa nazwę miejscowości na Preußenwalde.
Komunikację wsi z miastem zapewniają autobusy ZKM.